# Час жити, час кохати
«Час жити, час кохати» («Aeg elada, aeg armastada») — радянський художній фільм 1976 року, знятий режисером Вельйо Кяспером на кіностудії «Талліннфільм».

## Сюжет
Відверто легковажна та симпатична Деборе потрапляє під колеса автомобіля, після чого у тяжкому стані опиняється у лікарні. Лікар Мелтс наполягає на пересадці нирки безнадійної пацієнтки професору Тальвіку, якому, своєю чергою, також потрібна термінова операція. Але професор робить усе можливе, аби зберегти дівчині життя. Публіцистичний фільм у певному сенсі став відповіддю на статті, що широко публікуються, в пресі 1970-х років про пересадку людських органів.

## У ролях
- Хейно Мандрі — професор Тальвік (дублював Олексій Алексєєв)
- Аїда Зара — Дебора (дублювала Олена Чухрай)
- Іта Евер — мати Дебори (дублювала Ніна Зорська)
- Вяйно Уйбо — Сільвер (дублював В. Соколов)
- Анне Палувер — Епп
- Райлі Йиеяер — Алла, подруга Дебори
- Аарне-Маті Юкскюла — Мелтс, лікар (дублював Олег Мокшанцев)
- Маті Клоорен — Пуудерселл, лікар (дублював Володимир Івашов)
- Урмас Кібуспуу — Пукспуу, лікар (дублював Володимир Носик)
- Юрі Ярвет — міністр (дублював Зиновій Гердт)
- Пеетер Кард — фотограф Туус (дублював Вадим Грачов)
- Еллен Алакюла — старша медсестра
- Кайсу Адлас-Ірд — епізод
- Арві Халлік — епізод
- Марьє Лоорітс — епізод
- Сальме Реек — прибиральниця
- Юлле Томінг — медсестра
- Ілме Уусалу — епізод
- Хіля Варем-Вее — медсестра

## Знімальна група
- Режисер — Вельйо Кяспер
- Сценаристи — Енн Ветемаа, Ханс Луйк
- Оператор — Юрі Сілларт
- Композитор — Ян Ряетс
- Художник — Імбі Лінд